# 新界村屋僭建事件

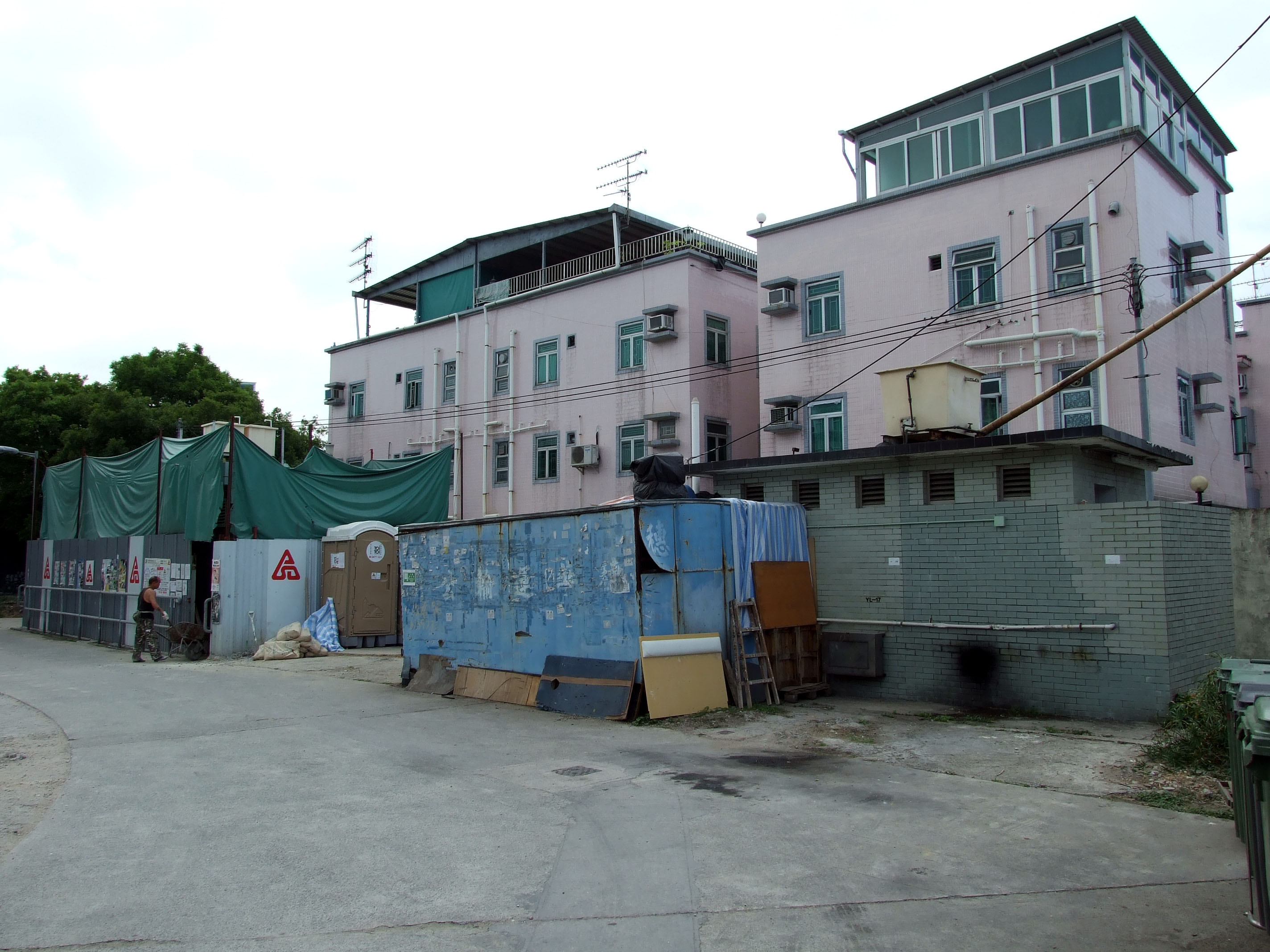
圖中兩幢新界村屋，均在天台處加建了僭建物

新界村屋僭建事件，是2011年起的官民衝突事件，特區政府認為新界屋宇建至四五層屬於非法僭建，時任香港發展局局長的林鄭月娥要求新界村屋業主自行申報僭建狀況，打算日後安排清拆。不過，新界原居民為保家園，公民抗命不申報，有激進村民更揚言「反英抗暴」。
2013年7月多間傳媒報道了石澳原來有相當於6個標準泳池大的大片官地，被霸佔起屋近30年，不法之徒變相賺取到的樓面市值可能高達30億元。其中由葉華明居住的700呎寮屋大破壞石澳保護區後變成6000呎大宅，然後向記者假冒他是石澳原居民逃避責任，市民指責政府故意漠視市區僭建問題而專門針對新界原居民。

## 歷史

### 土地擁有型態的轉變
香港土地擁有型態大致可分為兩大類——永業權和承租權。清朝年間珠江三角洲一帶的土地契約多屬永賣契，契內註明“絕賣”、“永不回贖”等字樣，土地用途、樓宇高度一概沒有限制。英國接管新界之後先後通過了《1899年新界田土法庭法案》和《1900年官地收回條例》，授予政府可以收回新界土地、限制土地用途及將所有永業權契約改變為承租權的權力。這個改變導致1950年代以後新界土地政策的無窮爭拗。

### 小型屋宇政策
1970年代政府計劃發展新界，為了得到新界原居民的支持，推出「小型屋宇政策」，規定年滿18歲，父系源自1890年代新界認可鄉村居民的男性香港原居民，每人一生可申請一次於認可範圍內建造一座最高3層（上限27呎／8.22米高），每層面積不超過700平方呎的丁屋，無需向政府繳付地價。

### 基本法對新界原居民的保障
《基本法》第40條列明，「新界原居民的合法傳統權益受香港特別行政區的保護」。

## 爭議
居民認為原永業權土地上興建的樓宇，應當與「小型屋宇政策」下所興建的丁屋分開處理，並不應受到3層樓高限制的規範。